# Сан-Пио X-алла-Балдуина (титулярная церковь)
Титулярная церковь Сан-Пио X-алла-Балдуина (лат. Titulus Sancti Pii X in regione vulgo “Balduina”) — титулярная церковь была создана Папой Павлом VI в 1969 году. Титул принадлежит приходской церкви Сан-Пио X-алла-Балдуина, расположенной во квартале Рима Трионфале, на пьяцца Балдуина.

## Список кардиналов-священников титулярной церкви Сан-Пио X-алла-Балдуина
- Джон Дирден — (30 апреля 1969 — 1 августа 1988, до смерти);
  - вакансия (1988—1991);
- Николас де Хесус Лопес Родригес — (28 июня 1991 — по настоящее время).